# Starka Betongindustrier
Starka Betongindustrier grundades i Kristianstad av Yngve Persson, och hette då Kristianstads Cementgjuteri. 1946 flyttar företaget till Industrigatan på Näsby industriområde.

## Fabriken 2005
Starka investerade 2005 25 miljoner kronor i en maskin för betongplattor som är automatisk. Plattorna får en jämnare kvalitet och det går snabbare. Maskinen installerades på Starkas område i Kristianstad där man tidigare tillverkade betongrör. Rören tillverkas sedan 2002 på filialen i Södra Sandby. Till och med lastningen av plattorna på pall och inplastningen sköter maskinen. Bara två man behövs vid drift av maskinen. 2005 arbetad 170 anställda i företaget med ungefär en tredjedel, 55 stycken, tjänstemän. Betongplattorna säljs oftast direkt till konsumenter. Marksten stod 2005 för halva omsättningen som var 270 miljoner kronor. 2005 tillverkades 100000 kubikmeter betong vilket motsvarar 225 000 ton betong.

## Historia
1956 förvärvar bolaget Lunds Cementgjuteri i Södra Sandby där grundaren son Thore Persson blir ansvarig ledare. 1956 börjar man göra betongelement med balkar. 1963 köper man en maskin för automatiserad produktion av betongplattor. 1970 bygger företaget en fabrik för betongelement. 1989 introduceras den så kallade Byastenen. 1996 byter företaget namn till Starka. 2000 fusioneras de båda företagen i Lund och Kristianstad och två år senare koncentreras produktionen av rör till Södra Sandby. 2004 blir företagets registrerade namn Starka AB. 2005 investeras 25 miljoner i ny maskin och företaget vinner en order från Citytunneln. Året efter köps Ängelholms Betong och 2010 köps en fabrik i Arboga.
Starka säljer fabriksbetongsverksamheten med stationer i Kristianstad och Södra Sandby till Betongindustri AB. 2019 avyttras den del av företaget som sysslat med entreprenader till C. Holmqvist Entreprenad. 2020 fyller företaget 90 år och säljer produktionen av marksten och VA-produktionen till Benders Sverige.

## Verksamhet ändamål och status
Bolaget ändamål att bedriva betongvarutillverkning, förvaltning av dotterbolag. Dotterbolag  är Ängelholms Betong för verksamheten med betongtillverkning i Ängelholm. Starka i Arboga för betongvaru- och betongelementtillverkning i Arboga samt Starka Betongindustrier för verksamheten som avser stödmurar. Företaget är aktivt. Omsättningen var över 800 miljoner innan verksamheter avyttrades men blev lite lägre efteråt. Antalet anställda i företaget har de legat över 250 personer under 2010-talet.